# Alvargrimmia
Ej att förväxla med "alvargrimma", ett lokalt öländskt namn på fågeln ljungpipare.
Alvargrimmia (Grimmia tergestina) är en bladmossart som beskrevs av Tommasini och B.S.G. 1845. Alvargrimmia ingår i släktet grimmior, och familjen Grimmiaceae. Enligt den svenska rödlistan är arten sårbar i Sverige. Arten förekommer på Gotland och Öland. Artens livsmiljö är jordbrukslandskap. Inga underarter finns listade i Catalogue of Life.

## Bilder

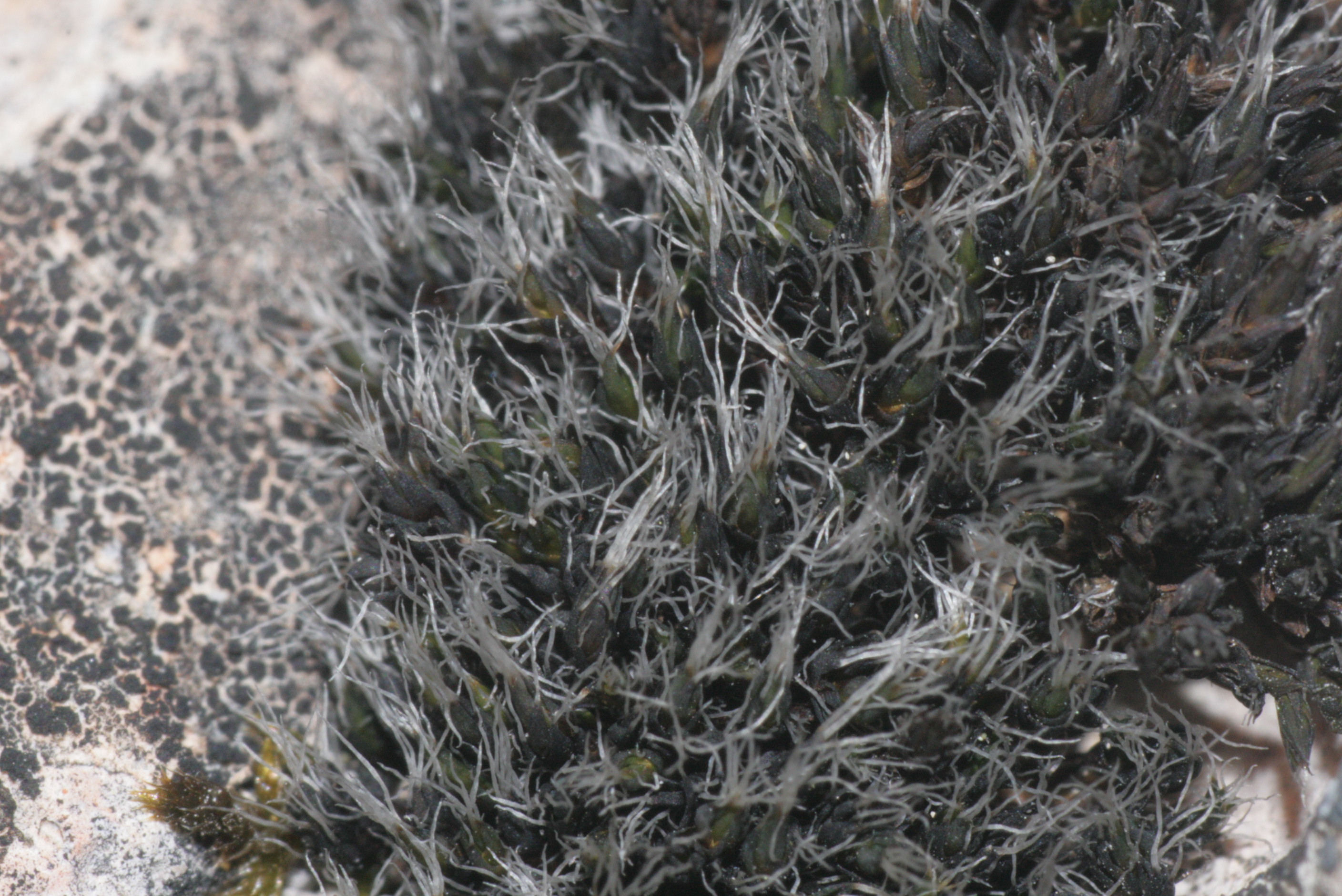
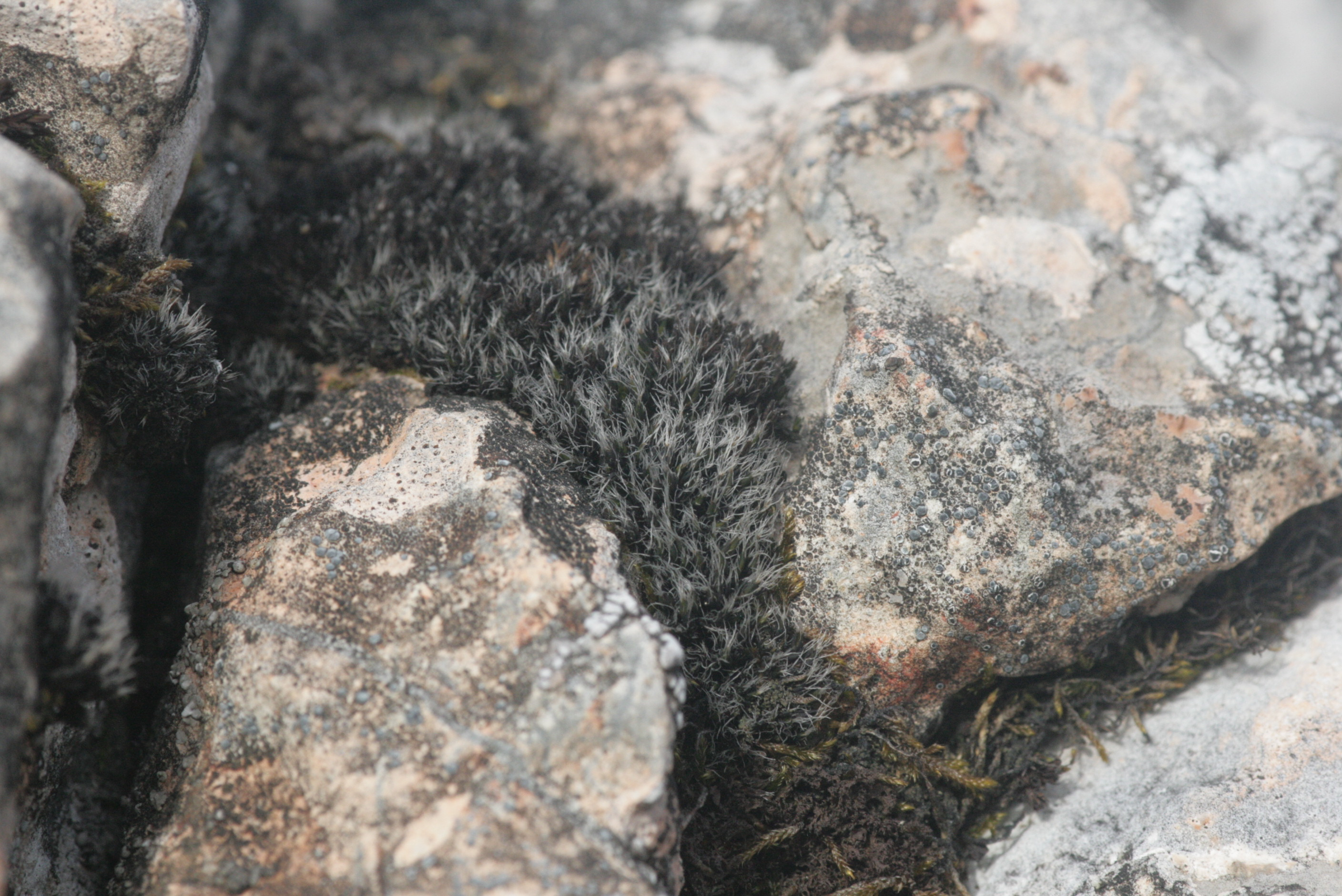
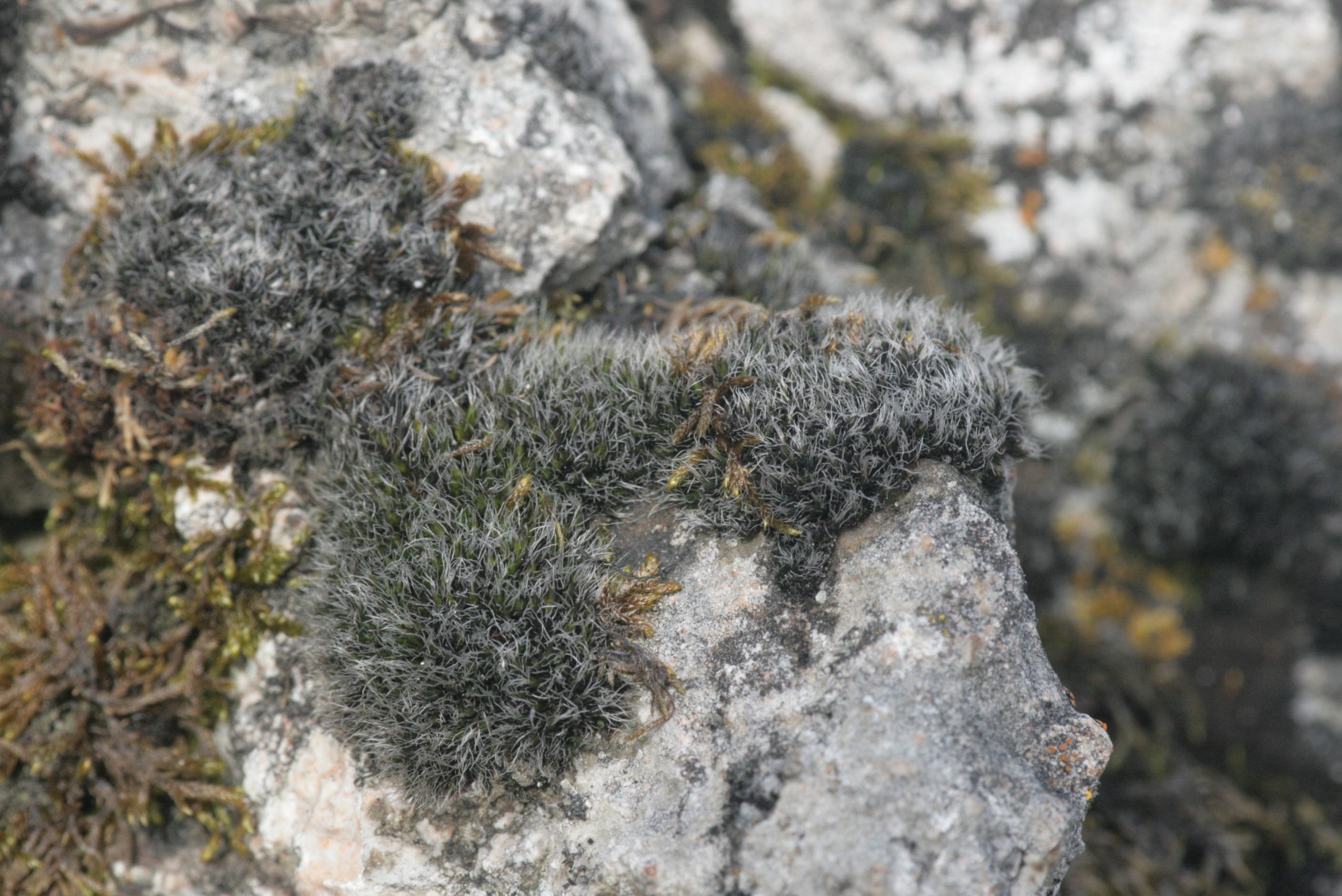
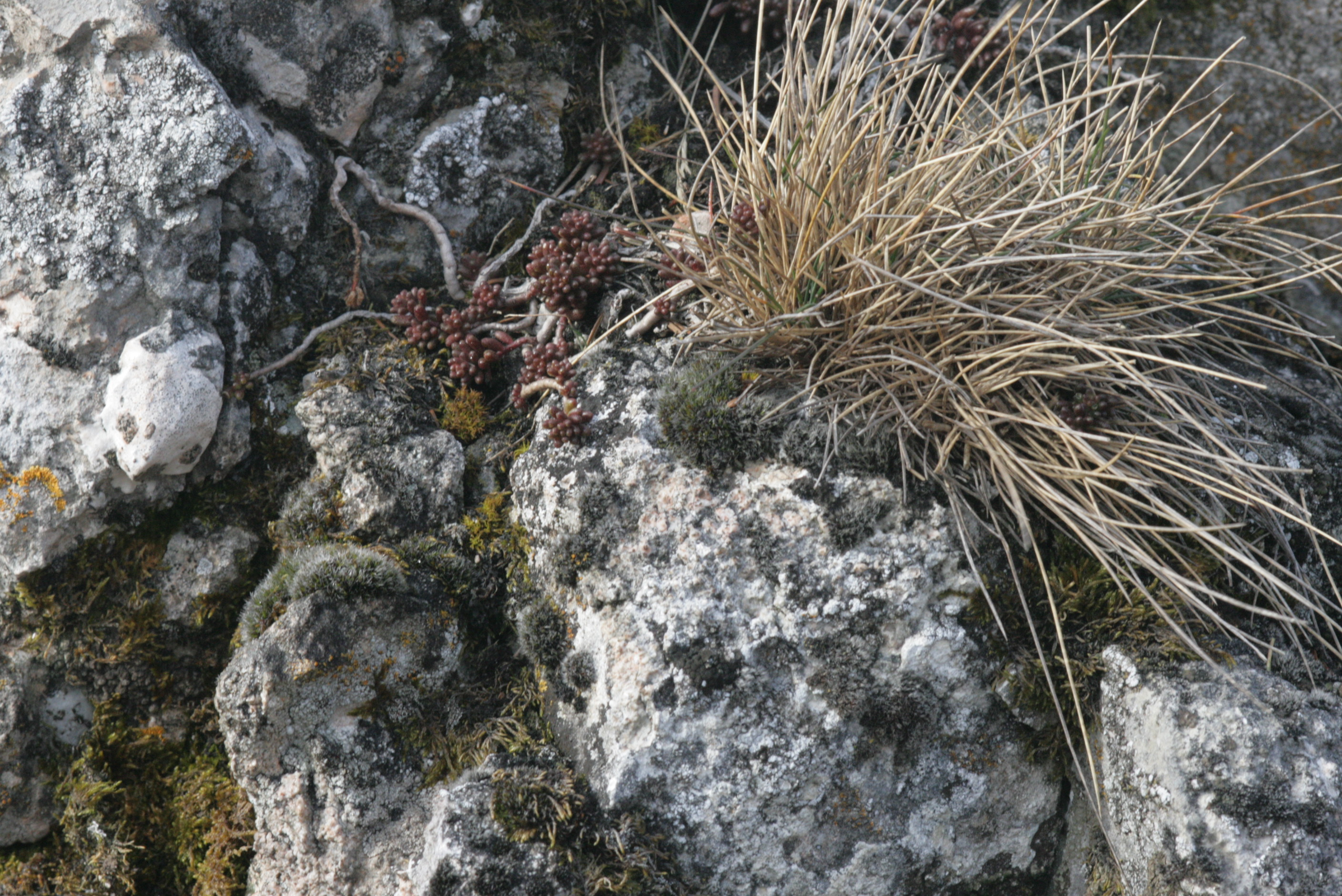